# ドンブロヴァ・グルニチャ
ドンブロヴァ・グルニチャ（Dąbrowa Górnicza (ポーランド語発音: [dɔmˈbrɔva ɡurˈɲit͡ʂa])）は、南ポーランドにある人口約12万人、面積177km2の都市であり、Zagłębie Dąbrowskie([zaˈɡwɛmbʲjɛ dɔmˈbrɔfskʲjɛ] ザグエンビェ・ドンブロフスキェ)と呼ばれている地域の部分。
1999年よりシロンスク県に属している。（1975年から1998年までカトヴィツェ県に属していた。）

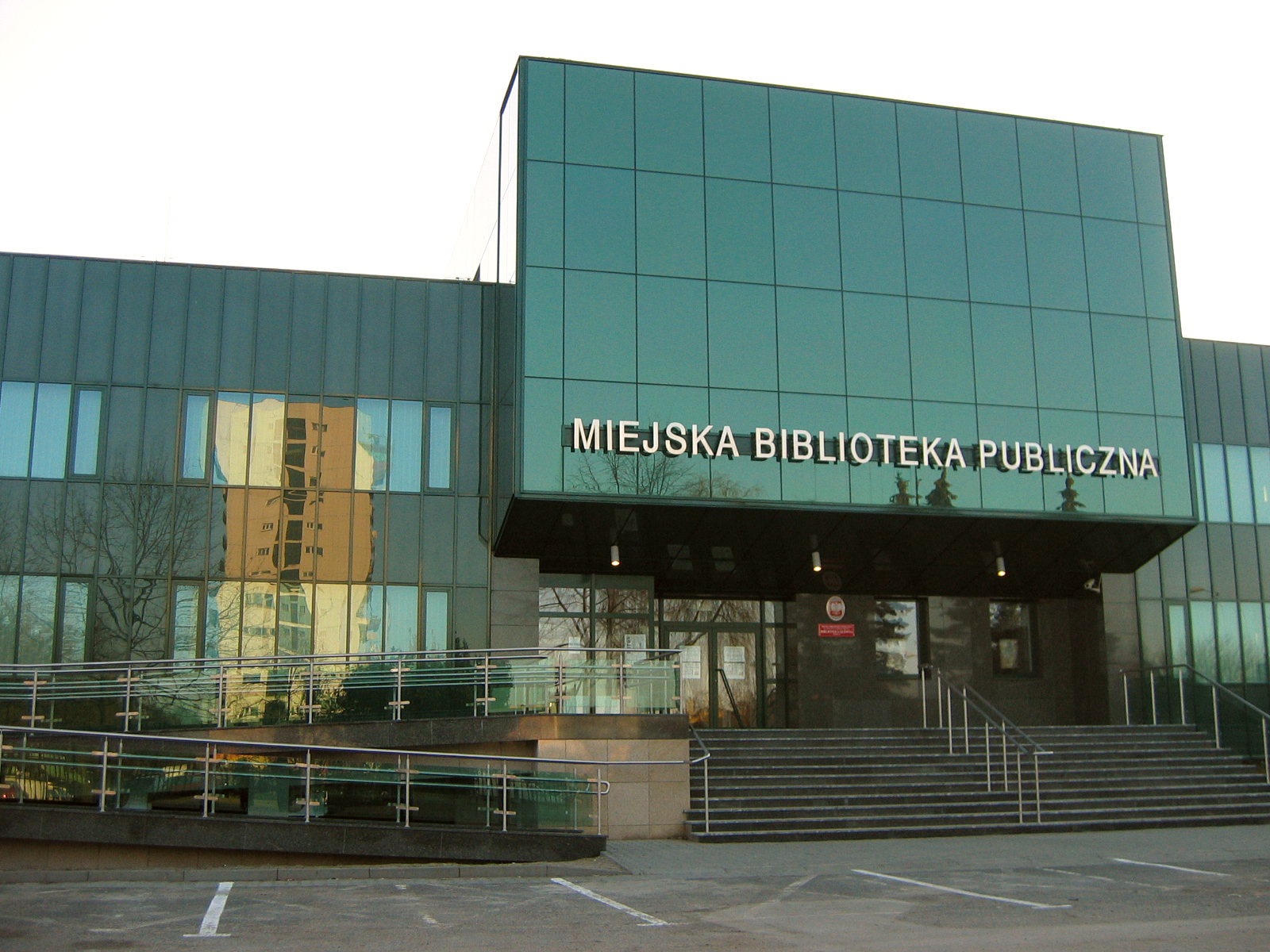
市立図書館

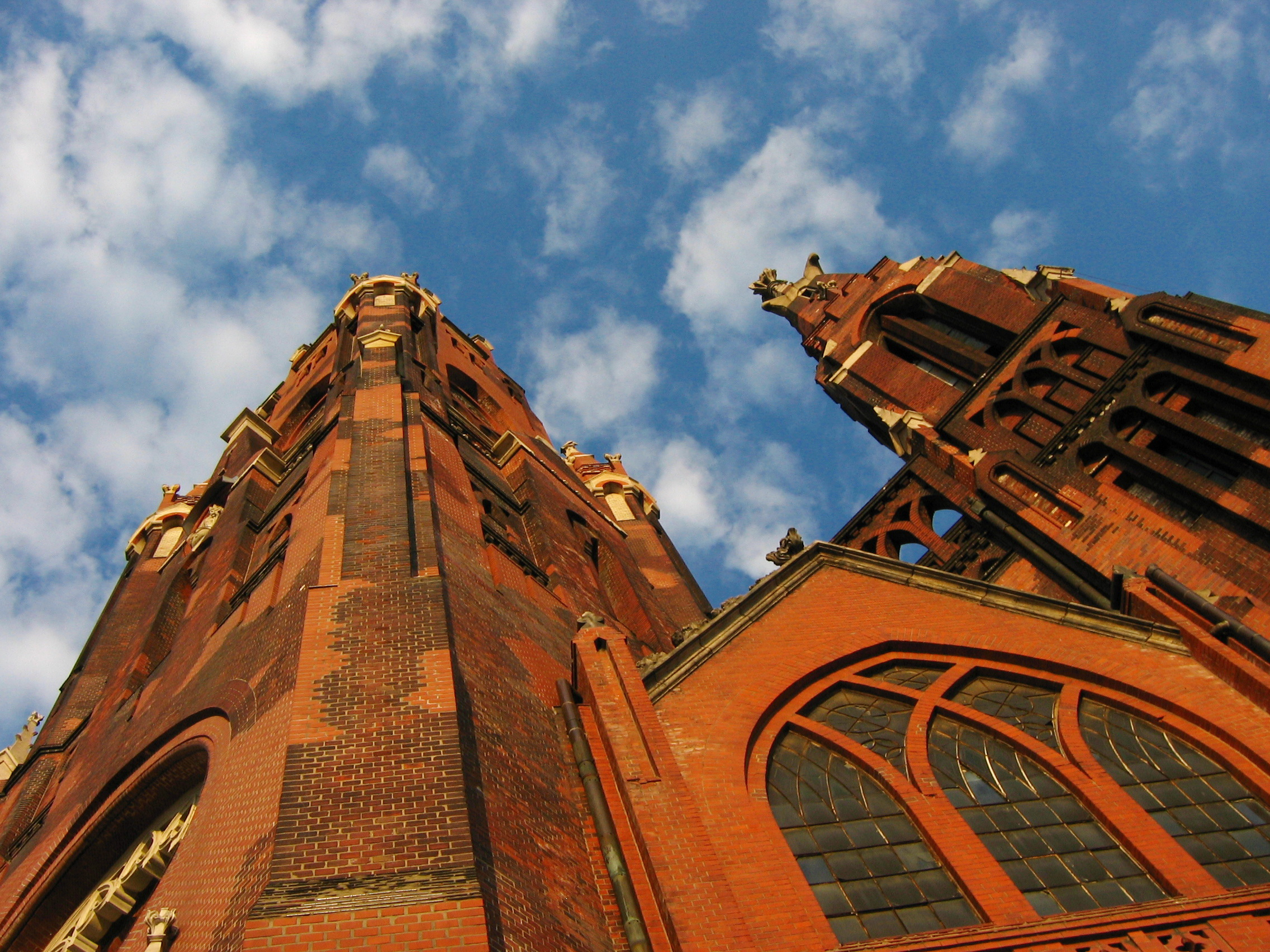
市にある教会

## 歴史
19世紀、ドンブロヴァ・グルニチャ市の近くで石炭が発見されると、発展し始めた。Huta Bankowa製鉄工場（現在も順調に業績を伸ばしている企業である）は、1834年にDabrowa Gorniczaで建設された。1970年代はHuta Katowice製鉄工場が建設され、それはこの頃はポーランドで最も大きい鋼生成設備となった。 しかし現在、それは縮小されている。1990年代にはいると石炭の枯渇により、すべての炭鉱が閉鎖した。しかし、町Redenで最も古い部分がまだ存在している。

## 教育
- シレジア工科大学（英語:en:Silesian University of Technology）--科学、工業、環境科学の学科がある。
- Wyższa Szkoła Biznesu
- Wy--sza Szko--Planowania Strategicznego

## 出身者
- ヤヌシュ・ガヨス（生・1939年、俳優）
- Karol Adamiecki（生・1866年～没・1933年、エコノミスト、技術者）
- Sobiesław Zasada（生・1933年、ラリードライバー、ビジネスマン）

## 名前の語源
前に、Oak Forest（ポーランド語:Dąbrowa、Oak = Dąb）によって都市をカバーされたことから始まった。この都市にはXIX世紀、多くの鉱山があった。始め、この都市はOld Dąbrowa（Old = Stara）と呼ばれた。その後、1916年にこの年は、Dąbrowa Górnicza (Oak Mine)と名付けられた。

## 姉妹都市

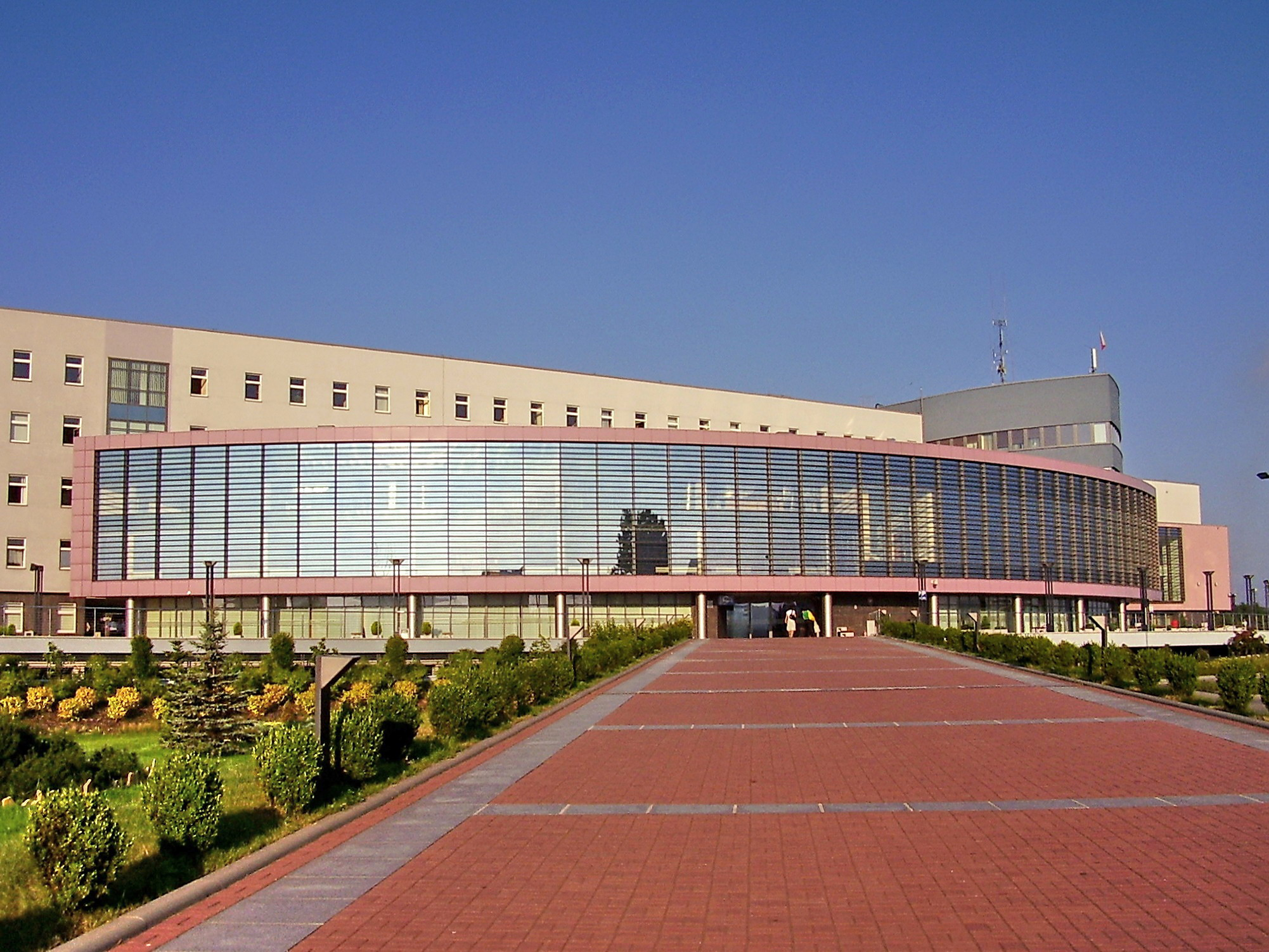
市役所

- アルチェフシク、ウクライナ
- クンプルング・モルドヴェネスク、ルーマニア
- メディアシュ、ルーマニア
- ストゥデーンカ、チェコ